# 郑平 (1908年)
郑平（1908年—1971年），原名郑绳武。山东省日照县小后村乡马家店人。中华人民共和国政治人物。

## 生平
1928年济南爆发五三惨案。消息传至日照后，他组织参加抗日团体，1929年，任日照反日会负责人兼石臼反日会特派员，带领青年到日照海关查封日货。1931年，参加对郑鄂廷的斗争，随后群众推举他为曙光小学校长。1929年秋，领导农民抗捐抗税运动。同年冬，被选为县农民协会委员。1931年4月，经安哲、牟春霆（陈雷）介绍，加入中国共产党，任中共邵疃区区委书记和县抗日协会主席。1932年，他组织日照暴动，后暴动失败后，他与郑天九疏散，同年10月到中央华北发行站工作。1933年秋，因遭人举报入狱，化名王修廷。1937年10月，经八路军南京办事处营救出狱，抵达延安抗日军政大学学习，并恢复党籍。1938年2月，分配至中共河南省委组织部工作，同年10月任中共豫东特委负责人。1942年，任中共淮宝县委书记。1943年10月，他代表新四军第4师接管运河支队，任中共峄（县）滕（县）铜（山）邳（县）县委书记兼峄滕铜邳县总队（运河支队）政治委员。1947年9月12日，中共华东局决定组成中共华中工作委员会，作为华东局派出机构。郑平担任组织部副部长（部长为陈丕显）。之后他改任华中第五地委书记，苏北区委组织部部长。
中华人民共和国成立后，1952年，他担任中共上海市委组织部副部长兼纪律检查委员会书记。1957年，改任中共浙江省委组织部部长。1960年4月，浙江医学院与浙江中医学院、浙江中医研究院、浙江中医院、浙江卫生院合并，成立浙江医科大学和浙江医学科学院，为两个名称一个领导机构。郑平兼任校长及院长（1964年3月离任，由李蓝炎接任）。1962年，任中国共产党中央监察委员会候补委员、中央监察委员会特派驻华东局监察组组长。文化大革命爆发后受到冲击，1971年被迫害死，1978年6月平反昭雪。